# اداره پست آفریقای جنوبی
اداره پست آفریقای جنوبی (انگلیسی: South African Post Office) شرکت دولتی پست آفریقای جنوبی است، که در سال ۱۹۹۱ تأسیس شد.